# Philipp Johann Tilemann
Pour les articles homonymes, voir Tilemann.
Philipp Johann Tilemann, né le 11 novembre 1640 à Bückeburg et mort le 26 décembre 1708 à Marbourg, est un théologien protestant et un écrivain.

## Biographie
Philipp Johann Tilemann est né le 11 novembre 1640 à Bückeburg. Fils d'un avocat et sénateur de Brême, il étudie la théologie à Rinteln et à Groningue, obtient un doctorat en théologie en 1667 et devient pasteur dans la communauté française de Brême.